# Akaoni Studio
Akaoni Studio es una compañía española creadora y distribuidora de videojuegos.

Fundada en 2009, su primer éxito internacional fue el videojuego Zombie Panic in Wonderland
para la consola Wii de Nintendo, que posicionándose el número uno de los rankings de todo el mundo,
les garantizó un puesto a la cabeza de la industria del videojuego español.

## Videojuegos
| N.º | Título                          | Publicador                                            | Fecha                                                                                   | Plataforma             |
| --- | ------------------------------- | ----------------------------------------------------- | --------------------------------------------------------------------------------------- | ---------------------- |
| 1.  | Zombie Panic in Wonderland      | Marvelous Entertainment Akaoni Studio                 | 16 de marzo de 2010 9 de abril de 2010 3 de mayo de 2010                                | WiiWare                |
| 2.  | Animal Boxing                   | Destineer Gammick Entertainment                       | 5 de diciembre de 2008 17 de enero de 2011 4 de febrero de 2011                         | Nintendo DS DSiWare    |
| 3.  | Zombie Panic in Wonderland Plus | Akaoni Studio                                         | 1 de marzo de 2012                                                                      | iPhone iPod Touch iPad |
| 4.  | Zombie Panic in Wonderland Plus | G-GEE GAMES GMO GameCenter GMO GameCenter Korea, Inc. | 15 de septiembre de 2012 15 de septiembre de 2012 8 de enero de 2013 9 de enero de 2013 | Dispositivos Android   |